# الاشراف
ال اشراف یک منطقهٔ مسکونی در عربستان سعودی است که در استان مکه واقع شده‌است.